# Mário Roberto Emmett Anglim
Dom Mário Roberto Emmett Anglim, C.Ss.R. (Lombard, 4 de maio de 1922 — Manaus, 13 de abril de 1973), foi um bispo católico nascido nos Estados Unidos e radicado no Brasil. Foi o primeiro bispo prelado de Coari.

## Biografia
Nasceu Robert Emmett Anglim em Lombard, uma vila localizada na área metropolitana de Chicago, Illinois, EUA, quinto dos nove filhos de Rosanna Purcell e Francis Michael Anglim.
Foi educado no Seminário Menor dos Redentoristas, St. Joseph's College, em Kirkwood, Missouri. Fez o noviciado em De Soto, naquele mesmo estado, onde fez professou na dita ordem, em 2 de agosto de 1942.
Completou os estudos de filosofia e teologia no Seminário da Imaculada Conceição em Oconomowoc, Wisconsin, e foi ordenado sacerdote em 6 de janeiro de 1948, pelas mãos do arcebispo Moses Elias Kiley, da Arquidiocese de Milwaukee.
Em fevereiro de 1949, viajou para o Brasil. De junho de 1953 a janeiro de 1949, foi vigário da Paróquia Nossa Senhora Aparecida, em Manaus, Amazonas. De lá, foi transferido para Coari, onde foi vigário da Paróquia Sant'Ana e São Sebastião, até janeiro de 1962, quando foi nomeado superior vice-provincial dos redentoristas da Amazônia.
Em 25 de abril de 1964, o Papa Paulo VI o escolheu prelado da recém-criada Prelazia de Coari. Foi nomeado bispo titular de Guaguari em 23 de março de 1966. Sua sagração episcopal ocorreu em 2 de junho seguinte, ministrada por D. John Patrick Cody, então arcebispo de Chicago, co auxílio de Dom João de Sousa Lima, arcebispo de Manaus, e por Dom Tomás Guilherme Murphy, CSsR, bispo de Juazeiro.
Angelim atendeu às terceira e quarta sessões do Concílio Vaticano II e foi responsável por iniciar as reformas do concílio na prelazia.
Em 2 de maio de 1970, foi nomeado administrador apostólico da Prelazia de Lábrea, vaga com a morte de Dom José del Perpetuo Socorro Alvarez Mácua, OAR. Permaneceu nesta função por um pouco mais de um ano, até 7 de junho de 1971, com a chegada de seu sucessor.
Durante os sete anos que serviu como prelado, D. Mário trabalhou para trazer melhorias para sua prelazia. Sempre que viajava ao interior, levava consigo, além de catequistas, um grupo de enfermeiros e de assistentes sociais. Construiu centros de treinamento para educação de adultos do meio rural. Foi membro da Associação de Crédito e Assistência Rural do Amazonas (ACAR/AM) e do Movimento de Educação de Base.
Faleceu de um ataque cardíaco, ao chegar no porto de Manaus do rio Solimões. Seu corpo foi velado no mesmo dia ao de sua morte, na igreja de Aparecida, onde fora vigário e, após a missa de corpo presente, levado para Coari, onde foi sepultado no piso da Catedral Prelatícia de Sant'Ana.